# Antonio Pérez Crespo
Antonio Pérez Crespo (Múrcia, 16 de junho de 1929 — Múrcia, 17 de março de 2012) foi um advogado, escritor e político espanhol. Foi o primeiro presidente do Conselho Regional de Múrcia, órgão pré-autônomo da Região de Múrcia, além de deputado pela União de Centro Democrático nas eleições de 1977 e senador na eleição de 1979.

## Biografia
Estudou a carreira de Professor Nacional na Escola Normal de Magistério e Direito da Universidade de Múrcia, obtendo o prêmio San Raimundo de Peñafort por seu trabalho de pesquisa sobre os costumes locais, parceria rural e pecuária na região de Múrcia.
Desenvolveu trabalho como advogado e extenso trabalho literário e jornalístico como colaborador na mídia. Em 2003, foi eleito Cronista Oficial da Região de Múrcia, sendo a primeira pessoa a exercer esta função graças ao seu amplo conhecimento dos costumes locais de Múrcia.

### Trajetória política
Pérez Crespo participou ativamente no processo político da Transição democrática na Região de Múrcia, e com maior intensidade na formação de uma comunidade autônoma para Múrcia: fez parte da comissão permanente para a elaboração do Estatuto de Autonomia e foi nomeado Presidente do Conselho Regional de Múrcia. Como representante da UCD, foi deputado pela antiga província de Múrcia nas Cortes durante o período constituinte, o que lhe permitiu participar na aprovação da Constituição. Nas eleições de 1979, foi eleito senador.

## Morte
Antonio Pérez Crespo faleceu aos 82 anos de infarto, após ser internado na clínica San Carlos, em Múrcia, depois de fraturar o quadril.